# اوکولانکولام
اوکولانکولام (به لاتین: Ukkulankulam) یک منطقهٔ مسکونی در سری‌لانکا است که در ناحیه واوونیا واقع شده‌است. اوکولانکولام ۱۲٫۶ کیلومتر مربع مساحت و ۳٬۴۵۹ نفر جمعیت دارد و ۱۰۴ متر بالاتر از سطح دریا واقع شده‌است.